# Marco Haber
Marco Haber (Grünstadt, 21 settembre 1971) è un ex calciatore tedesco, di ruolo centrocampista.

## Statistiche

### Cronologia presenze e reti in nazionale
| Cronologia completa delle presenze e delle reti in nazionale ― Germania | Cronologia completa delle presenze e delle reti in nazionale ― Germania | Cronologia completa delle presenze e delle reti in nazionale ― Germania | Cronologia completa delle presenze e delle reti in nazionale ― Germania | Cronologia completa delle presenze e delle reti in nazionale ― Germania | Cronologia completa delle presenze e delle reti in nazionale ― Germania | Cronologia completa delle presenze e delle reti in nazionale ― Germania | Cronologia completa delle presenze e delle reti in nazionale ― Germania |
| Data                                                                    | Città                                                                   | In casa                                                                 | Risultato                                                               | Ospiti                                                                  | Competizione                                                            | Reti                                                                    | Note                                                                    |
| ----------------------------------------------------------------------- | ----------------------------------------------------------------------- | ----------------------------------------------------------------------- | ----------------------------------------------------------------------- | ----------------------------------------------------------------------- | ----------------------------------------------------------------------- | ----------------------------------------------------------------------- | ----------------------------------------------------------------------- |
| 23-8-1995                                                               | Bruxelles                                                               | Belgio                                                                  | 1 – 2                                                                   | Germania                                                                | 100º anniversario della KBVB                                            | -                                                                       | 57’                                                                     |
| 15-12-1995                                                              | Johannesburg                                                            | Sudafrica                                                               | 0 – 0                                                                   | Germania                                                                | Amichevole                                                              | -                                                                       | 63’                                                                     |
| Totale                                                                  |                                                                         | Presenze                                                                | 2                                                                       |                                                                         | Reti                                                                    | 0                                                                       |                                                                         |

## Palmarès
- Campionato tedesco: 1

Kaiserslautern: 1990-1991
- Coppa di Germania: 2

Kaiserslautern: 1989-1990
Stoccarda: 1996-1997
- Supercoppa di Germania: 1

Kaiserslautern: 1991
- Campionato cipriota: 2

Omonia: 2002-2003
Anorthosis: 2004-2005
- Supercoppa di Cipro: 1

Omonia: 2003